# Chonburi
Chonburi (en tailandés: ชลบุรี) es una ciudad de la región este de Tailandia, capital de la provincia de Chonburi. Situada al noroeste de la provincia, en el golfo de Tailandia y a 100 km de Bangkok. 
El nombre de la ciudad: Chonburi, se puede traducir como "ciudad del agua".

## Historia

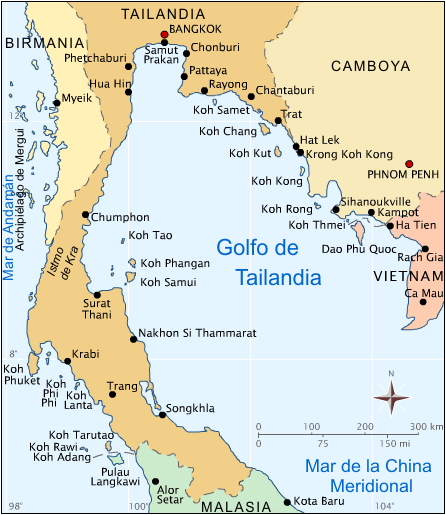
Mapa del golfo de Siam en el que aparece arriba Chonburi

La ciudad existe tras el periodo histórico del imperio de Ayutthaya. La provincia estaba originalmente conformada por tres pequeñas ciudades que eran Bang Sai, Bang Pla Soi y Par Bang.
La actual ciudad fue fundada en el siglo XIV por los reyes de Ayutthaya. Su población en la época era de 180.000 habitantes.

## Geografía
La carretera principal que cruza la provincia es la Nacional 3, conocida popularmente como Sukhumvit Road. Al norte se encuentra la autovía hacia Bangkok y el aeropuerto de Suvarnabhumi, a 63 km de Bangkok. Al sur carretera hacia Rayong, Chantaburi y Trat. La carrera 7 soporta bastante tráfico, atraviesa zonas muy pobladas, hacia las ciudades de Sri Racha y Pattaya.
La población ha aumentado a un ritmo del 4% anual pasando de 1,040.865 en 2000 a 1,554.365 en 2010. Hay un elevado porcentaje de población extranjera, ya sea turistas con visa de turista, trabajadores de países del sudeste asiático, así como llegada de población china, en el pasado, así como japonesa.

## Economía
Por su situación geográfica constituye una región con crecimiento económico por el desarrollo industrial, y en menor medida, actividades de agricultura y pesca en la zona costera, así como por el turismo que atraen ciudades de la costa como Pattaya o Sri Racha.

## Clima
| Parámetros climáticos promedio de Chonburi (1981–2010)                                 | Parámetros climáticos promedio de Chonburi (1981–2010) | Parámetros climáticos promedio de Chonburi (1981–2010) | Parámetros climáticos promedio de Chonburi (1981–2010) | Parámetros climáticos promedio de Chonburi (1981–2010) | Parámetros climáticos promedio de Chonburi (1981–2010) | Parámetros climáticos promedio de Chonburi (1981–2010) | Parámetros climáticos promedio de Chonburi (1981–2010) | Parámetros climáticos promedio de Chonburi (1981–2010) | Parámetros climáticos promedio de Chonburi (1981–2010) | Parámetros climáticos promedio de Chonburi (1981–2010) | Parámetros climáticos promedio de Chonburi (1981–2010) | Parámetros climáticos promedio de Chonburi (1981–2010) | Parámetros climáticos promedio de Chonburi (1981–2010) |
| Mes                                                                                    | Ene.                                                   | Feb.                                                   | Mar.                                                   | Abr.                                                   | May.                                                   | Jun.                                                   | Jul.                                                   | Ago.                                                   | Sep.                                                   | Oct.                                                   | Nov.                                                   | Dic.                                                   | Anual                                                  |
| -------------------------------------------------------------------------------------- | ------------------------------------------------------ | ------------------------------------------------------ | ------------------------------------------------------ | ------------------------------------------------------ | ------------------------------------------------------ | ------------------------------------------------------ | ------------------------------------------------------ | ------------------------------------------------------ | ------------------------------------------------------ | ------------------------------------------------------ | ------------------------------------------------------ | ------------------------------------------------------ | ------------------------------------------------------ |
| Temp. máx. media (°C)                                                                  | 32.6                                                   | 33.2                                                   | 34.2                                                   | 35.2                                                   | 34.2                                                   | 33.7                                                   | 33.2                                                   | 33.0                                                   | 32.6                                                   | 32.7                                                   | 32.8                                                   | 32.4                                                   | 33.3                                                   |
| Temp. mín. media (°C)                                                                  | 22.1                                                   | 24.0                                                   | 25.5                                                   | 26.6                                                   | 26.4                                                   | 26.3                                                   | 26.1                                                   | 25.8                                                   | 25.1                                                   | 24.5                                                   | 23.3                                                   | 21.6                                                   | 24.8                                                   |
| Lluvias (mm)                                                                           | 9.9                                                    | 14.3                                                   | 47.5                                                   | 74.1                                                   | 175.3                                                  | 147.7                                                  | 140.6                                                  | 154.1                                                  | 268.9                                                  | 208.9                                                  | 48.8                                                   | 5.5                                                    | 1295.6                                                 |
| Días de lluvias (≥ 1 mm)                                                               | 1                                                      | 3                                                      | 4                                                      | 8                                                      | 14                                                     | 14                                                     | 15                                                     | 18                                                     | 20                                                     | 17                                                     | 6                                                      | 1                                                      | 121                                                    |
| Humedad relativa (%)                                                                   | 66                                                     | 70                                                     | 71                                                     | 71                                                     | 75                                                     | 74                                                     | 74                                                     | 75                                                     | 79                                                     | 78                                                     | 69                                                     | 63                                                     | 72.1                                                   |
| Fuente: Thai Meteorological Department (Normal 1981-2010), (Avg. rainy days 1961-1990) |                                                        |                                                        |                                                        |                                                        |                                                        |                                                        |                                                        |                                                        |                                                        |                                                        |                                                        |                                                        |                                                        |

- Datos: Q138589
- Multimedia: Chonburi / Q138589